# Tahiti guvat
A tahiti guvat vagy vöröscsőrű guvat (Gallirallus pacificus) a madarak osztályának darualakúak (Gruiformes) rendjébe, a guvatfélék (Rallidae) családjába tartozó mára kihalt faj.
1777-es felfedezésekor külön nemet hoztak létre számára a Hypotaendia nemet, melyet egymaga alkotott. Akkori tudományos neve Hypotaendia pacifica volt. Az 1903-ban felfedezett Wake-szigeti guvatot is ebbe a nembe sorolták be Hypotaendia wakensis néven.
A későbbi rendszertani vizsgálatok során kiderült (a Wake-szigeti faj múzeumi példányai alapján), hogy közeli rokonságban állt mindkét faj a Gallirallus nembe sorolt guvatokkal, így nemüket beolvasztották oda.
Korábban a Rallus nembe is sorolták Rallus pacificus néven.

## Elterjedése
A fajt James Cook második csendes-óceáni útja során fedezte fel a vele utazó Johann Georg Adam Forster német természettudós a ma Francia Polinéziához tartozó Tahiti szigetén.
A faj kizárólag az ő útleírása és rajza alapján ismert, múzeumi példánya nincs. A polinéz bennszülöttek beszámolói szerint előfordult a szomszédos Mehetia szigetén is.

## Megjelenése
A csíkos guvat 23 centiméter hosszú volt. Különleges, más fajhoz nem hasonlító megjelenése volt, a Gallirallus nembe tartozó fajok közül ez volt a legszínesebb. Megjelenését csak Georg Forster egyetlen festménye nyomán ismeri a tudomány.
Feje barnás színű volt, egy fehér csíkkal, mely a csőrtől a szemeken át a fej hátsó feléig húzódott. Tarkóján egy nagy rozsdavörös folt volt látható. Háta és nyaka fekete volt, melyen apró fehér, gyöngyszerű foltok voltak. Torka fehér volt, míg melle világos kékesszürke volt. Fekete szárnyán fehér csíkok húzódtak. Faroktollai feketék voltak, lábai élénk hússzínűek, míg szeme és hosszú, csőre pedig vörös.
A szigetlakó rokon fajok alapján feltételezhető, hogy ez a faj is röpképtelen volt.
|  |

## Kihalása
A faj az európaiak érkezése előtt sem volt túl gyakori madár, mert a polinéz eredetű bennszülöttek új termőföldek nyerése céljából rendszeresen felégették élőhelyét és vadásztak is rá. Az európaiak megérkezése után azonban nagyon gyorsan kihalt a faj, a meghonosodott patkányok, elvadult kutyák és macskák vadászata miatt, melyek könnyen el tudták kapni. 

Tahiti szigetén 1844-ig vannak beszámolók a faj létezéséről és a szomszédos Mehetia szigetén állítólag még az 1930-as években is látták a fajt.
Bizonyító erejű példány azonban nincs róla és a fajról még mindig csak Forster beszámolója alapján tud valamennyit a tudomány. A faj életmódja, szaporodási szokásai teljesen ismeretlenek.

## Fordítás
- Ez a szócikk részben vagy egészben a Rotschnabelralle című német Wikipédia-szócikk ezen változatának fordításán alapul.  Az eredeti cikk szerkesztőit annak laptörténete sorolja fel. Ez a jelzés csupán a megfogalmazás eredetét és a szerzői jogokat jelzi, nem szolgál a cikkben szereplő információk forrásmegjelöléseként.